# Spitalul Clinic de Obstetrică și Ginecologie Filantropia
Spitalul Clinic de Obstetrică și Ginecologie Filantropia este o unitate sanitară din București, fiind cea mai veche clinică de obstetrică și ginecologie din România. A fost înființată în anul 1813 prin inițiativa doctorului Constantin Caracaș. În prezent ea este condusă de Prof. Dr. Gheorghe Peltecu, care a recondiționat structura inițială a clinicii păstrând arhitectonica originală, făcând astfel din Spitalul Filantropia una dintre cele mai moderne maternități de stat din România.